# AIK Fotbolls historia 1945–1951
AIK Fotbolls historia 1945-1951 behandlar åren efter det andra världskriget då AIK återigen var som ett "jojolag" och hade ojämna placeringar. Den sista säsongen av denna period åkte AIK ur Allsvenskan för första gången i föreningens då 60-åriga historia (av varav cirka 25 år Allsvenskan funnits). Utöver detta tog AIK två guld i Svenska Cupen 1949/1950 samt 1950/1951.

## Början av efterkrigstiden
Efter kriget blev AIK den första utländska klubb att spela match i Danmark (Köpenhamn, 5 juni 1945), och som första svenska lag efter kriget mötte man samma säsong också engelsmännen i Birmingham City FC. Den 7 juni 1946 spelade AIK dock en match som kanske var AIK:s mest otroliga match under 1900-talet, mot Charlton Athletic FC på Råsundastadion. Första halvlek dominerades av Charlton och till slut ledde de med 7-1 med mindre än en halvtimme kvar. Men då vände AIK på matchen och lyckades göra 7-7 innan slutsignalen. 

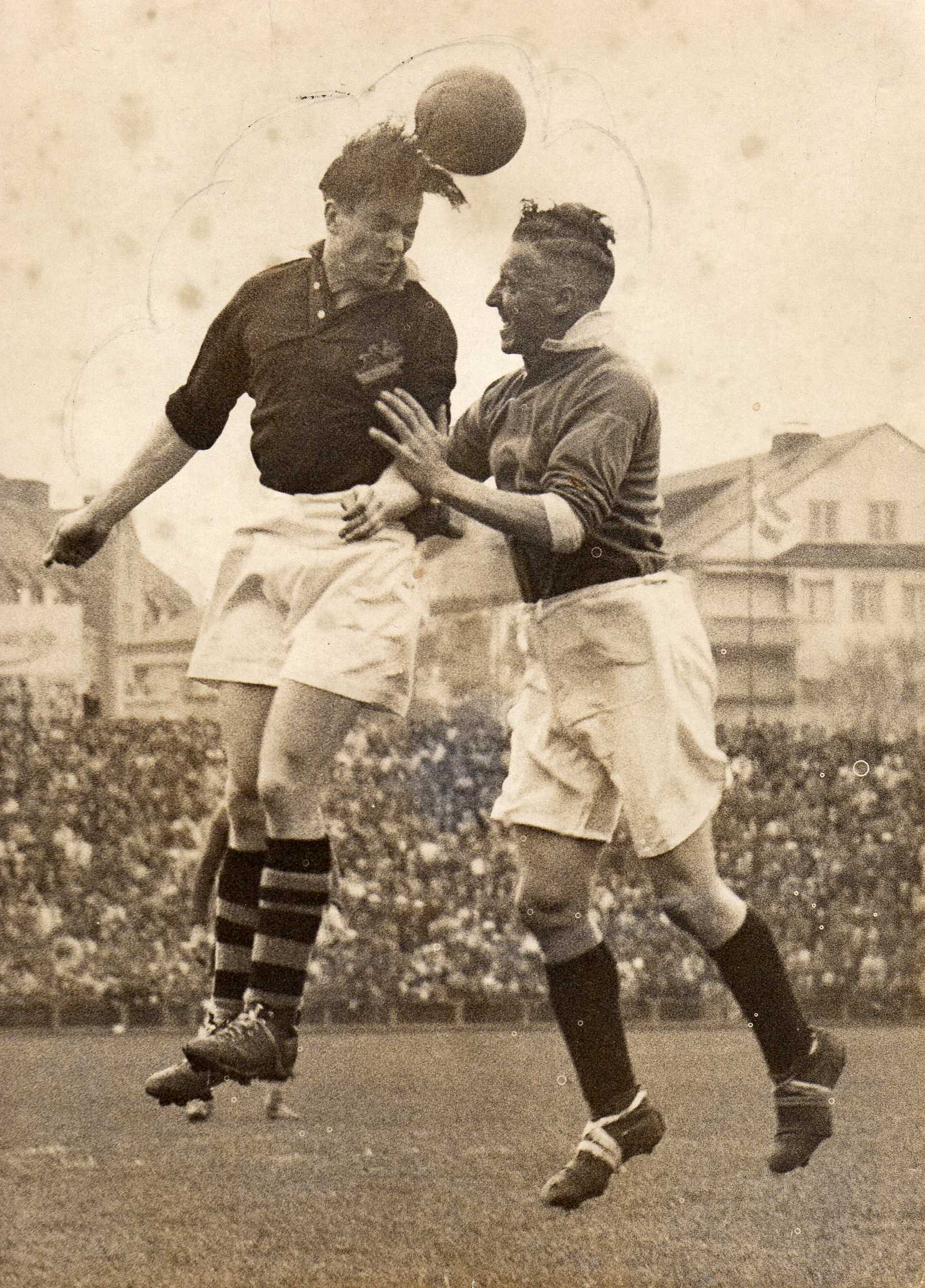
Arne Andersson i nickduell mot Birmingham FC. Årets bild i Aftonbladet 1946.

Allsvenskan denna säsong, 1945/1946, var en nystart för publiken. I och med att kriget var slut kom fler och tittade på matcherna och inga spelare i lagen behövdes inkallas. AIK var bättre än året innan, men man kom ändå långt efter suveräne IFK Norrköping. Men just matchen mot Norrköping blev, från och med detta år, en klassiker i svensk fotboll, och hade ett publiksnitt mellan 1946 och 1954 på lite drygt 27 000 åskådare.
Fotbollsallsvenskan 1946/1947 var AIK tillbaka i toppen igen och gjorde sitt bästa år placeringsmässigt sedan guldåret 1937. Det var AIK och IFK Norrköping som gjorde upp om seriesegern detta år och ända fram tills seriefinalen i Norrköping den 1 maj 1947 var AIK utmanare till guldet. Men AIK förlorade med 3-4 och fick koncentrera sig på andraplatsen. Nu var också publiken tillbaka på allvar, nästintill 20 000 i snitt kom till Råsundastadion denna säsong.
Även Fotbollsallsvenskan 1947/1948 var AIK med på allvar, och man utmanade IFK Norrköping och Malmö FF. 1947 gick man till final i Svenska cupen, efter att i den första omgången gått vidare på lottning mot Ludvika, då de båda förlängningarna blivit mållösa och matchen hade slutat 1-1. Därefter gick det lättare mot Djurgårdens IF och mot GAIS, men sen förlorade man till slut mot Malmö FF med 3-2 inför hela 26705 åskådare på Råsunda, AIK:s högsta publiksiffra vid en cupmatch på 1900-talet. Men Allsvenskan startade dock knackigt, och tog bara två poäng efter fyra matcher. Men det vände till slut, och man blev till slut ett allvarligt hot mot Norrköping till i början av maj, då man förlorade seriefinalen mot Norrköping med 3-1. AIK var detta år stjärnspäckat, och kanske borde man vunnit Allsvenskan sett till pappret, men en tredjeplats, efter Malmö FF och IFK Norrköping är en god placering. Även detta år drog man nästintill 20000 åskådare per match, och var fortfarande Sveriges publiklag nummer 1.
I Allsvenskan säsongen efter, 1948/1949, slutade AIK på en femteplats, efter att ha börjat säsongen med två raka hemmasegrar, men förlorade sedan mot Malmö FF borta med 5-0. När AIK flera omgångar senare mötte Malmö FF hemma, hade de chansen att haka på skånelaget i toppen - och tog också den chansen genom att vinna matchen med 3-0. Men efter det kom dock två förluster, dessa mot Jönköpings Södra och mot Norrköping (som slutade sjua denna säsong), och AIK fick nöja sig med en femteplats. Inga allsvenska lag deltog i Svenska cupen på grund av OS-spelet som pågick i juli-augusti, som Sverige också vann.

## Cupguld och nedflyttning

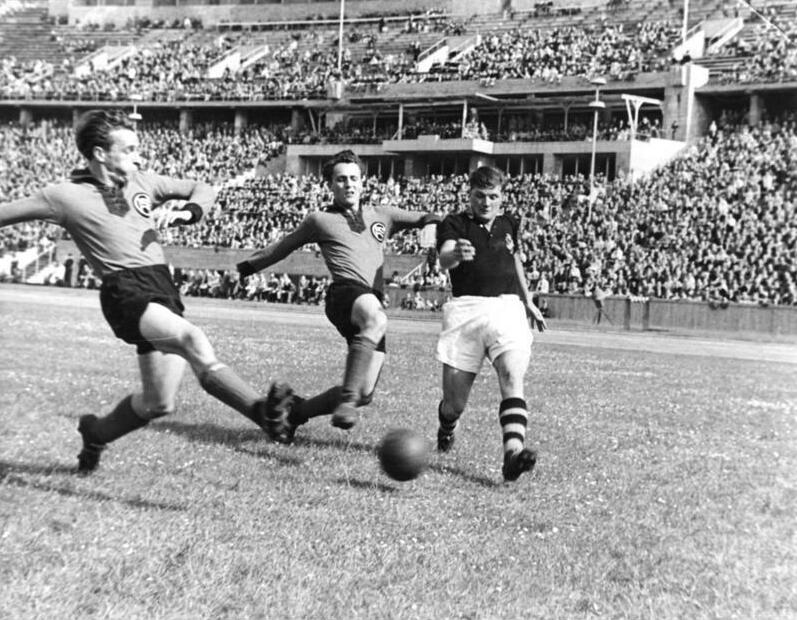
Vänskapsmatch mellan AIK och Berliner SV på Berlins Olympiastadion den 16 juni 1949.

AIK:s fotbollsår 1949/1950 var mer lyckosamt än det föregående. Säsongen startade med att Svenska cupen skulle avgöras. I kvartsfinalen ställdes AIK mot starka IFK Norrköping i Norrköping, och matcen slutade 2-2, vilket innebar ett omspel. I omspelet stod det länge 1-1, och det var först i den andra förlängningen som AIK kunde göra 2-1 och gå vidare till semifinalen. Den spelade man borta mot Elfsborg, och vann med 2-1 och så var det dags för cupfinal mot Landskrona BoIS. Det blev ingen speciell tillställning, men AIK kunde i alla fall vinna med 1-0 och därmed vann AIK Svenska Cupen för första gången.
Säsongen präglades i övrigt av 1900-talets mest överlägsna lag, Malmö FF. Det var endast AIK som på allvar kunde rucka lite på MFF, då man ledde med 3-1 i en match som till slut slutade 3-3. I övrigt tappade Malmö FF bara två poäng under hela säsongen, och vann hela 20 matcher. Men bakom suveräna MFF så stred AIK, Hälsingborg och Jönköping om platserna under. Nästan som IK Brage gjorde tolv år före, så drog Jönköping mycket folk och bortamatchen mot AIK lockade 35 000 åskådare. Den publiksiffran skulle dock slås i AIK:s hemmamatch mot Malmö FF då det kom hela 38 398 åskådare. Ytterligare publik blev det när AIK skulle spela mot lokalrivalen Djurgårdens IF, som drog drygt 30 000.
I efterhand kan man säga att denna säsong trots cupguldet var en vändpunkt för AIK. Man hade länge varit publiklag nummer 1, aldrig åkt ur allsvenskan och man hade varit oomstridd etta i Stockholm sedan bildandet. Det var i AIK landslagsmän och stockholmsprofiler spelade i, eller var på väg att spela i. Detta var också sista året för Gustav Sjöberg, mannen som gjort flest matcher för AIK någonsin, 321 stycken. Nu hade det gått ett halvt sekel och AIK var på väg in i en ny, bistrare tid.

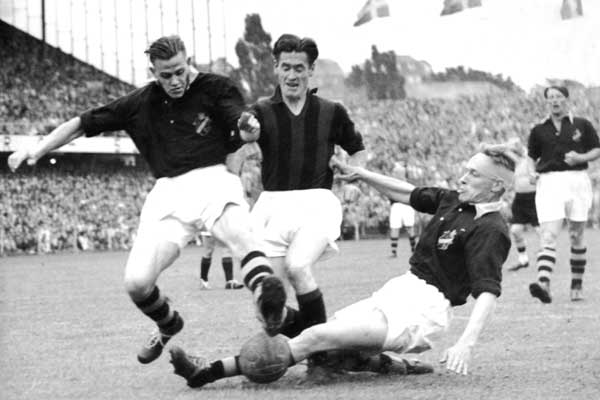
AIK mot AC Milan på Råsunda 1950. Nils Liedholm stoppas av Lennart Karlsson och Ivan Bodin.

För säsongen 1950/1951 åkte AIK ut ur Allsvenskan för första gången i Allsvenskans historia. Men 1950 hade börjat mycket bra: man hade knutit Lennart "Nacka" Skoglund till sig, som var Sveriges nya stjärnskott i fotboll. Samtidigt som Nacka spelade i VM startade Svenska cupen. AIK gick igenom cupen relativt enkelt, genom 3-2 mot Landskrona, 6-1 mot Hofors AIF, 3-1 mot IS Halmia var vägen till finalen, som skulle spelas mot Hälsingborgs IF. Då var "Nacka" Skoglund tillbaka i AIK, och laget kunde ta sitt andra cupguld genom 3-2 i finalen.
Sedan började Allsvenskan, och AIK inledde med en förväntad förlust mot Malmö FF. Eftersom man troddes bli ett mittenlag, så var vinst mot Kalmar FF och en oavgjort mot Örebro SK inte heller förvånande. Men då började det gå utför för AIK. "Nacka" gick till Italien efter bara fem matcher i AIK:s dress, och veteranerna hade blivit lite för gamla för fotboll så man började pröva många nya spelare. Under året spelare hela 28 olika spelare i AIK:s tröja i Allsvenskan - detta innebar att laget aldrig hann bli samspelt. Det var bara kring vinteruppehållet som AIK fick spelet att stämma denna säsong - fyra vinster på fem matcher gjorde att det fanns hopp om det omöjliga, precis som andra år, då man gott från botten till mitten på slutet. Det fanns också en viss stämning i Sverige, som sa att det nästan var omöjligt för AIK att åka ner. En av AIK:s mest framstående ledare och spelare, Theodor "Thodde" Malm, deklarerade en oktoberdag hösten 1950 att AIK aldrig skulle åka ur, man var för bra för det. Han avled en timme senare, och fick aldrig uppleva den katastrofala vår som följde.
På sju matcher i maj månad tog AIK bara två poäng, vilket bäddade för katastrofen, och inför den sista omgången var läget följande: IF Elfsborg nia på sjutton poäng, Örebro SK tia på sexton poäng och AIK elva på femton poäng i en serie det elvan och tolvan åkte ut. Elfsborg skulle möte Örebro på Ryavallen, och AIK skulle ta emot Malmö FF, som inte förlorat en match på 25 månader, den förlustfria sviten var på 49 matcher. Det krävdes en seger samtidigt som Örebro inte fick vinna, eller om de vann med två fler mål än vad AIK vann med. Den minst sagt spännande matchen mot Malmö FF slutade 1-0 till AIK, efter att Eric Grübb gjort målet. Örebro vann dock bara med 2-0 mot Elfsborg, och AIK åkte ut, med endast ett måls marginal, för första gången i allsvenskans historia.

## Tabeller
1945/1946 - Allsvenskan
|    |                     | S  | V  | O | F  | GM | IM | MS  | P  |
| -- | ------------------- | -- | -- | - | -- | -- | -- | --- | -- |
| 1  | IFK Norrköping      | 22 | 16 | 3 | 3  | 67 | 22 | +45 | 35 |
| 2  | Malmö FF            | 22 | 13 | 4 | 5  | 48 | 27 | +21 | 30 |
| 3  | IFK Göteborg        | 22 | 12 | 6 | 4  | 48 | 29 | +19 | 30 |
| 4  | GAIS                | 22 | 11 | 6 | 5  | 36 | 28 | +8  | 28 |
| 5  | Degerfors IF        | 22 | 9  | 5 | 8  | 31 | 23 | +8  | 23 |
| 6  | AIK                 | 22 | 8  | 6 | 8  | 44 | 45 | -1  | 22 |
| 7  | IF Elfsborg         | 22 | 7  | 6 | 9  | 43 | 44 | -1  | 20 |
| 8  | Helsingborgs IF     | 22 | 6  | 6 | 10 | 45 | 57 | -12 | 18 |
| 9  | IS Halmia           | 22 | 5  | 7 | 10 | 40 | 49 | -9  | 17 |
| 10 | Djurgårdens IF      | 22 | 7  | 2 | 13 | 42 | 64 | -22 | 16 |
| 11 | Jönköpings Södra IF | 22 | 6  | 3 | 13 | 31 | 60 | -29 | 15 |
| 12 | Halmstads BK        | 22 | 3  | 4 | 15 | 24 | 51 | -27 | 10 |

1946/1947 - Allsvenskan
|    |                 | S  | V  | O | F  | GM | IM | MS  | P  |
| -- | --------------- | -- | -- | - | -- | -- | -- | --- | -- |
| 1  | IFK Norrköping  | 22 | 16 | 4 | 2  | 73 | 23 | +50 | 36 |
| 2  | AIK             | 22 | 13 | 4 | 5  | 59 | 32 | +27 | 30 |
| 3  | Malmö FF        | 22 | 10 | 8 | 4  | 51 | 30 | +21 | 28 |
| 4  | IF Elfsborg     | 22 | 12 | 2 | 8  | 55 | 42 | +13 | 26 |
| 5  | IFK Göteborg    | 22 | 9  | 6 | 7  | 52 | 48 | +4  | 24 |
| 6  | Degerfors IF    | 22 | 8  | 6 | 8  | 35 | 33 | +2  | 22 |
| 7  | IS Halmia       | 22 | 8  | 6 | 8  | 38 | 43 | -5  | 22 |
| 8  | Helsingborgs IF | 22 | 11 | 0 | 11 | 44 | 50 | -6  | 22 |
| 9  | Djurgårdens IF  | 22 | 8  | 4 | 10 | 40 | 46 | -6  | 20 |
| 10 | GAIS            | 22 | 5  | 8 | 9  | 30 | 40 | -10 | 18 |
| 11 | Örebro SK       | 22 | 5  | 3 | 14 | 40 | 74 | -34 | 13 |
| 12 | Billingsfors IK | 22 | 0  | 3 | 19 | 28 | 84 | -56 | 3  |

1947/1948 - Allsvenskan
|    |                     | S  | V  | O | F  | GM | IM | MS  | P  |
| -- | ------------------- | -- | -- | - | -- | -- | -- | --- | -- |
| 1  | IFK Norrköping      | 22 | 15 | 3 | 4  | 56 | 32 | +24 | 33 |
| 2  | Malmö FF            | 22 | 12 | 5 | 5  | 60 | 33 | +27 | 29 |
| 3  | AIK                 | 22 | 12 | 3 | 7  | 51 | 34 | +17 | 27 |
| 4  | Helsingborgs IF     | 22 | 9  | 6 | 7  | 46 | 46 | +0  | 24 |
| 5  | IFK Göteborg        | 22 | 9  | 4 | 9  | 40 | 33 | +7  | 22 |
| 6  | GAIS                | 22 | 7  | 6 | 9  | 36 | 41 | -5  | 20 |
| 7  | IS Halmia           | 22 | 6  | 7 | 9  | 34 | 41 | -7  | 19 |
| 8  | Degerfors IF        | 22 | 6  | 7 | 9  | 30 | 39 | -9  | 19 |
| 9  | Jönköpings Södra IF | 22 | 6  | 7 | 9  | 31 | 53 | -22 | 19 |
| 10 | IF Elfsborg         | 22 | 7  | 4 | 11 | 40 | 51 | -11 | 18 |
| 11 | Djurgårdens IF      | 22 | 6  | 5 | 11 | 32 | 35 | -3  | 17 |
| 12 | Halmstads BK        | 22 | 6  | 5 | 11 | 38 | 56 | -18 | 17 |

1948/1949 - Allsvenskan
|    |                     | S  | V  | O  | F  | GM | IM | MS  | P  |
| -- | ------------------- | -- | -- | -- | -- | -- | -- | --- | -- |
| 1  | Malmö FF            | 22 | 12 | 5  | 5  | 72 | 29 | +43 | 29 |
| 2  | Helsingborgs IF     | 22 | 11 | 7  | 4  | 48 | 30 | +18 | 29 |
| 3  | GAIS                | 22 | 12 | 3  | 7  | 41 | 29 | +12 | 27 |
| 4  | Degerfors IF        | 22 | 10 | 5  | 7  | 45 | 33 | +12 | 25 |
| 5  | AIK                 | 22 | 11 | 3  | 8  | 42 | 38 | +4  | 25 |
| 6  | IFK Göteborg        | 22 | 9  | 5  | 8  | 36 | 33 | +3  | 23 |
| 7  | IFK Norrköping      | 22 | 8  | 6  | 8  | 38 | 33 | +5  | 22 |
| 8  | Jönköpings Södra IF | 22 | 6  | 10 | 6  | 34 | 52 | -18 | 22 |
| 9  | IS Halmia           | 22 | 6  | 7  | 9  | 33 | 39 | -6  | 19 |
| 10 | IF Elfsborg         | 22 | 7  | 4  | 11 | 28 | 47 | -19 | 18 |
| 11 | Örebro SK           | 22 | 5  | 4  | 13 | 30 | 50 | -20 | 14 |
| 12 | Landskrona BoIS     | 22 | 3  | 5  | 14 | 26 | 60 | -34 | 11 |

1949/1950 - Allsvenskan
|    |                     | S  | V  | O | F  | GM | IM | MS  | P  |
| -- | ------------------- | -- | -- | - | -- | -- | -- | --- | -- |
| 1  | Malmö FF            | 22 | 20 | 2 | 0  | 82 | 21 | +61 | 42 |
| 2  | Jönköpings Södra IF | 22 | 12 | 3 | 7  | 50 | 37 | +13 | 27 |
| 3  | Helsingborgs IF     | 22 | 10 | 6 | 6  | 45 | 38 | +7  | 26 |
| 4  | AIK                 | 22 | 10 | 6 | 6  | 34 | 31 | +3  | 26 |
| 5  | GAIS                | 22 | 7  | 7 | 8  | 34 | 42 | -8  | 21 |
| 6  | IFK Norrköping      | 22 | 9  | 2 | 11 | 36 | 45 | -9  | 20 |
| 7  | IF Elfsborg         | 22 | 6  | 7 | 9  | 34 | 45 | -11 | 19 |
| 8  | Djurgårdens IF      | 22 | 8  | 2 | 12 | 34 | 39 | -5  | 18 |
| 9  | Kalmar FF           | 22 | 5  | 8 | 9  | 25 | 33 | -8  | 18 |
| 10 | Degerfors IF        | 22 | 6  | 6 | 10 | 26 | 35 | -9  | 18 |
| 11 | IFK Göteborg        | 22 | 5  | 5 | 12 | 33 | 49 | -16 | 15 |
| 12 | IS Halmia           | 22 | 6  | 2 | 14 | 28 | 46 | -18 | 14 |

1950/1951 - Allsvenskan
|    |                     | S  | V  | O | F  | GM | IM | MS  | P  |
| -- | ------------------- | -- | -- | - | -- | -- | -- | --- | -- |
| 1  | Malmö FF            | 22 | 16 | 5 | 1  | 52 | 22 | +30 | 37 |
| 2  | Råå IF              | 22 | 12 | 4 | 6  | 44 | 27 | +17 | 28 |
| 3  | Degerfors IF        | 22 | 10 | 7 | 5  | 34 | 23 | +11 | 27 |
| 4  | Helsingborgs IF     | 22 | 11 | 3 | 8  | 43 | 29 | +14 | 25 |
| 5  | IFK Norrköping      | 22 | 11 | 3 | 8  | 38 | 29 | +9  | 25 |
| 6  | Djurgårdens IF      | 22 | 9  | 5 | 8  | 42 | 37 | +5  | 23 |
| 7  | GAIS                | 22 | 8  | 3 | 11 | 33 | 40 | -7  | 19 |
| 8  | Örebro SK           | 22 | 7  | 4 | 11 | 32 | 45 | -13 | 18 |
| 9  | Jönköpings Södra IF | 22 | 7  | 4 | 11 | 37 | 54 | -17 | 18 |
| 10 | IF Elfsborg         | 22 | 6  | 5 | 11 | 31 | 41 | -10 | 17 |
| 11 | AIK                 | 22 | 6  | 5 | 11 | 27 | 37 | -10 | 17 |
| 12 | Kalmar FF           | 22 | 2  | 6 | 14 | 25 | 54 | -29 | 10 |